# پژو ۴۰۱
پژو ۴۰۱ خودروی اندازه متوسط محصول کمپانی فرانسوی پژو بود. این خودرو در سال‌های ۱۹۳۴ و ۱۹۳۵ تولید می‌شد.
موتور این خودرو ۴ سیلندر است و به نوعی نمونهٔ بزرگ شده موتور پژو ۳۰۱ است. موتور ۴۰۱، ۱۷۲۰ سی سی ظرفیت دارد و توان تولیدی آن ۴۴ اسب بخار در ۳۵۰۰ دور بر دقیقه است.